# Zapatalith
Zapatalith ist ein sehr selten vorkommendes Mineral aus der Mineralklasse der „Phosphate, Arsenate und Vanadate“ mit der chemischen Zusammensetzung Cu3Al4[(OH)3|PO4]3·4H2O und damit chemisch gesehen ein wasserhaltiges Kupfer-Aluminium-Phosphat.
Zapatalith kristallisiert im tetragonalen Kristallsystem und entwickelt überwiegend massige oder nierige bis traubige Mineral-Aggregate und Rissfüllungen von hellblauer bis türkisblauer Farbe bei hellblauer Strichfarbe.

## Etymologie und Geschichte

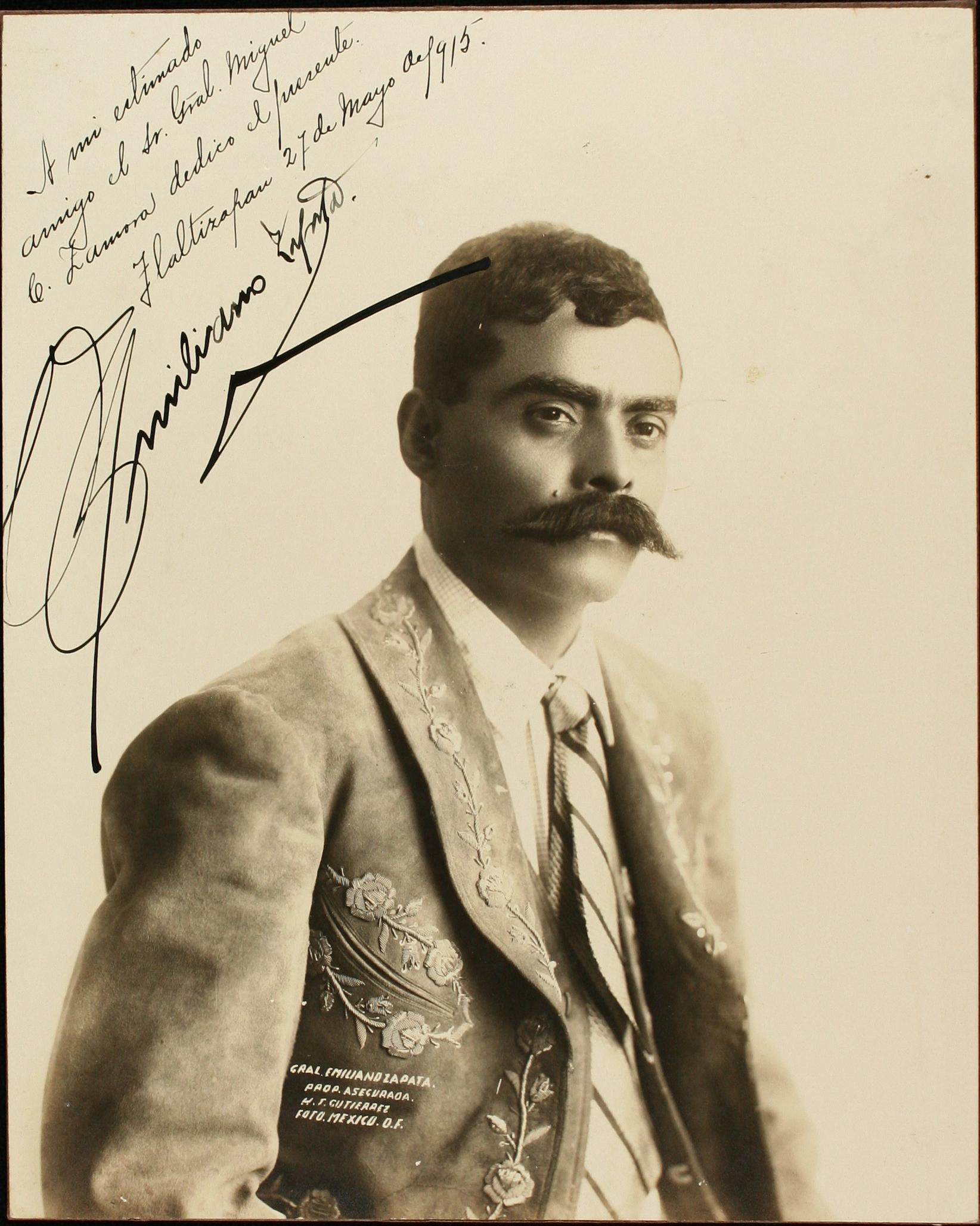
Namensgeber Emiliano Zapata um 1915

Erstmals gefunden wurde Zapatalith in einem kleinen, unbenannten Prospektionsfeld nordwestlich von Cerro Morita und etwa 27 Kilometer südwestlich von Agua Prieta im mexikanischen Bundesstaat Sonora.
Die Analyse und wissenschaftliche Erstbeschreibung erfolgte durch Sidney A. Williams, der das Mineral nach dem bekannten mexikanischen Revolutionsführer Emiliano Zapata sowie dem altgriechischen Wort λίθος líthos für „Stein“ benannte. Williams sandte 1977 seine Ergebnisse und den gewählten Namen an die International Mineralogical Association (IMA) zur Prüfung ein. Der Antrag erhielt die Eingangs-Nummer IMA 1971-023 und wurde im selben Jahr anerkannt. Veröffentlicht wurden die Untersuchungsergebnisse und der anerkannte Name im März des folgenden Jahres im Mineralogical Magazine.
Typmaterial des Mineral wird im Natural History Museum in London, England unter der Register-Nr. 1972,174 sowie im National Museum of Natural History in Washington D.C., USA unter der Register-Nr. 135060 aufbewahrt.

## Klassifikation
In der veralteten 8. Auflage der Mineralsystematik nach Strunz ist Zapatalith noch nicht verzeichnet. Einzig im zuletzt 2018 überarbeiteten und aktualisierten Lapis-Mineralienverzeichnis nach Stefan Weiß, das sich aus Rücksicht auf private Sammler und institutionelle Sammlungen noch nach dieser alten Form der Systematik von Karl Hugo Strunz richtet, erhielt das Mineral die System- und Mineral-Nr. VII/D.20-10. In der „Lapis-Systematik“ entspricht dies der Klasse der „Phosphate, Arsenate und Vanadate“ und dort der Abteilung „Wasserhaltige Phosphate, mit fremden Anionen“, wo Zapatalith zusammen mit Barrotit, Chalkophyllit, Coeruleit, Leogangit, Lirokonit und Parnauit eine eigenständige, aber unbenannte Gruppe bildet.
Die seit 2001 gültige und von der International Mineralogical Association (IMA) zuletzt 2009 aktualisierte 9. Auflage der Strunz’schen Mineralsystematik ordnet den Zapatalith ebenfalls in die Abteilung der „Phosphate usw. mit zusätzlichen Anionen; mit H2O“ ein. Diese ist allerdings weiter unterteilt nach der Größe der beteiligten Kationen sowie dem Stoffmengenverhältnis der zusätzlichen Anionen zum Phosphat-, Arsenat- bzw. Vanadatkomplex, so dass das Mineral entsprechend seiner Zusammensetzung in der Unterabteilung „Mit ausschließlich mittelgroßen Kationen; (OH usw.) : RO4 = 3 : 1“ zu finden ist, wo es als einziges Mitglied die unbenannte Gruppe 8.DE.20 bildet.
Auch die Systematik der Minerale nach Dana ordnet den Zapatalith in die Klasse der „Phosphate, Arsenate und Vanadate“ und dort in die Abteilung der „Wasserhaltigen Phosphate etc., mit Hydroxyl oder Halogen“. Hier ist er als einziges Mitglied in der unbenannten Gruppe 42.05.03 innerhalb der Unterabteilung der „Wasserhaltigen Phosphate etc., mit Hydroxyl oder Halogen mit (A)2(XO4)Zq × x(H2O)“ zu finden.

## Kristallstruktur
Zapatalith kristallisiert tetragonal, die Raumgruppe wurde allerdings bisher nicht näher bestimmt. Die Gitterparameter sind a = 15,22 Å und c = 11,52 Å sowie 6 Formeleinheiten pro Elementarzelle.

## Bildung und Fundorte
Zapatalith bildet sich sekundär in der Oxidationszone von hydrothermalen Lagerstätten mit verkieseltem, Brekzien-artigem Kalkstein, vorwiegend in Paragenese mit Libethenit, Pseudomalachit und Chrysokoll.
Weltweit sind bisher weniger als 10 Fundorte für Zapatalith dokumentiert (Stand: 2021). Außer an seiner Typlokalität Cerro Morita in Sonora konnte das Mineral in Mexiko bei La Reforma im Municipio Rioverde (San Luis Potosí) entdeckt werden.
Weitere bisher bekannte Fundorte sind die „Spring Creek Mine“ bei Wilmington im australischen Bundesstaat South Australia, Brixlegg im österreichischen Bezirk Kufstein, die „Miguel Vacas Mine“ bei Vila Viçosa in Portugal sowie eine Prospektion am Snowstorm Mountain im Elko County und der Bergbaubezirk Battle Mountain im Lander County in den USA.